# Microrégion Serrana
Pour les articles homonymes, voir Serrana (homonymie).
La microrégion de Serrana est une des microrégions de l'État de Rio de Janeiro appartenant à la mésorégion Métropolitaine de Rio de Janeiro. Elle couvre une aire de 1 786 km2 pour une population de 476 629 habitants (IBGE 2005) et est divisée en trois municipalités.
Elle est assez recherchée par les touristes, et est connue pour son climat amène durant une bonne partie de l'année et pour ses paysages qui unissent les montagnes de la Serra dos Órgãos à la Mata Atlântica.

## Microrégions limitrophes
- Macacu-Caceribu
- Nova Friburgo
- Rio de Janeiro
- Três Rios
- Vassouras

## Municipalités[1]
- Petrópolis
- São José do Vale do Rio Preto
- Teresópolis